# Dio
Dio byla heavymetalová skupina, kterou založil zpěvák Ronnie James Dio. Po jeho smrti v roce 2010 skupina ukončila činnost.
Skupinu založil v říjnu roku 1982 poté, co opustil skupinu Black Sabbath. V interview, které je na speciálním vydání alba Holy Diver, uvádí že nikdy nezamýšlel začít sólovou kariéru. Jeho záměrem bylo založit novou skupinu s bývalým bubeníkem skupiny Black Sabbath Vinny Appicem. Pojmenování skupiny podle Dia mělo smysl zejména z komerčních důvodů, protože v té době byl už Dio velmi dobře znám. V italštině Dio znamená „Bůh“.

## Členové skupiny

### Chronologie
| Rok         | Sestava | Vydáno |
| ----------- | --- | --- |
| 1983–1984   | - Ronnie James Dio – zpěv, klávesy - Vivian Campbell – kytara - Jimmy Bain – baskytara - Vinny Appice – bicí                                               | - Holy Diver (1983)                                                                                                 |
| 1984–1986   | - Ronnie James Dio – zpěv - Vivian Campbell – kytara - Jimmy Bain – baskytara - Claude Schnell – klávesy - Vinny Appice – bicí                             | - The Last in Line (1984) - Sacred Heart (1985) - The Dio E.P. (EP) (1985)                                          |
| 1986–1989   | - Ronnie James Dio – zpěv - Craig Goldy – kytara - Jimmy Bain – baskytara - Claude Schnell – klávesy - Vinny Appice – bicí                                 | - Intermission (live) (1986) - Dream Evil (1987)                                                                    |
| 1989–1991   | - Ronnie James Dio – zpěv - Rowan Robertson – kytara - Teddy Cook – baskytara - Jens Johansson – klávesy - Simon Wright – bicí                             | - Lock up the Wolves (1990) - Diamonds: The Best of Dio (kompilace) (1991)                                          |
| 1991 – 1992 | Skupina se rozpadla (Ronnie a Appice se vrátili do Black Sabbath)                                                                                          | |
| 1993–1997   | - Ronnie James Dio – zpěv - Tracy G – kytara - Jeff Pilson – baskytara - Scott Warren – klávesy - Vinny Appice – bicí                                      | - Strange Highways (1994) - Angry Machines (1996) - Anthology (kompilace) (1997) - Master Series (kompilace) (1998) |
| 1997–1999   | - Ronnie James Dio – zpěv - Tracy G – kytara - Larry Dennison – baskytara - Scott Warren – klávesy - Vinny Appice – bicí                                   | - Inferno - Last in Live (live) (1998)                                                                              |
| 1999–2000   | - Ronnie James Dio – zpěv - Craig Goldy – kytara - Jimmy Bain – baskytara - Scott Warren – klávesy - Simon Wright – bicí                                   | - Magica (2000) |
| 2000–2001   | - Ronnie James Dio – zpěv - Craig Goldy – kytara - Jimmy Bain – baskytara - Chuck Garric – baskytara (tour) - Scott Warren – klávesy - Simon Wright – bicí | - The Very Beast of Dio (kompilace) (2000) - Anthology: Volume Two (kompilace) (2001)                               |
| 2001–2004   | - Ronnie James Dio – zpěv - Doug Aldrich – kytara - Jimmy Bain – baskytara - Scott Warren – klávesy - Simon Wright – bicí                                  | - Killing the Dragon (2002) - Anthology: Stand Up and Shout (2003) - Evil or Divine (live) (2003)                   |
| 2004–2005   | - Ronnie James Dio – zpěv - Craig Goldy – kytara - Jeff Pilson – baskytara - Rudy Sarzo – baskytara (tour) - Scott Warren – klávesy - Simon Wright – bicí  | - Master of the Moon (2004)                                                                                         |
| 2005–2006   | - Ronnie James Dio – zpěv - Doug Aldrich – kytara - Rudy Sarzo – baskytara - Scott Warren – klávesy - Simon Wright – bicí                                  | - Holy Diver - Live (live) (2006)                                                                                   |
| 2006–2010   | - Ronnie James Dio – zpěv - Craig Goldy – kytara - Rudy Sarzo – baskytara - Scott Warren – klávesy - Simon Wright – bicí                                   | |

## Discografie
Tato diskografie je pouze pro studiová alba, další informace hledejte ve článku Dio diskografie
- 1983 Holy Diver
- 1984 The Last in Line
- 1985 Sacred Heart
- 1987 Dream Evil
- 1990 Lock up the Wolves
- 1993 Strange Highways
- 1996 Angry Machines
- 2000 Magica
- 2002 Killing the Dragon
- 2004 Master of the Moon

## Videografie
- A Special From The Spectrum (VHS, 1984)
- Sacred Heart "The Video" (VHS, 1986 – DVD, 2004)
- Time Machine
- Evil or Divine (DVD, 2003)
- We Rock (DVD) (DVD, 2005)
- Holy Diver - Live (DVD, 2006)
- Tenacious D: The Pick of Destiny (DVD, 2006)